# Никанор (Каменський)
Архієпископ Никанор (в миру Никифор Тимофійович Каменський; 25 травня 1847, село Солодовникове, Чорноярський повіт, Астраханська губернія — †27 листопада 1910) — російський богослов, археограф, релігійний діяч. Місіонер у країнах колишнього Казанського ханства. Почесний член Казанської духовної академії (1893). Заснував церковно-археологічні комітети у Смоленську та Гродно і церковно-історичні музеї в Орлі та Варшаві.
Єпископ Російської православної церкви (безпатріаршої), архієпископ Казанський та Свиязький РПЦ (б).

## Життєпис
Народився в сім'ї диякона Астраханської єпархії. Був одружений, мав сина, у 1869 став вдівцем.
Закінчив Астраханське духовне училище, Астраханську духовну семінарію (1868), Казанську духовну академію зі ступенем кандидата богослов'я (1874). В академії був учнем відомого православного філософа владики Никанора (Бровковича), який значно вплинув на нього, саме з цим пов'язане прийняття Никифором Каменським чернечого імені «Никанор».
Магістр богослов'я (1879; тема дисертації: «Зображення Месії у Псалтирі»). Доктор богослов'я (1905; тема дисертації: «Екзегетико-критичне дослідження Послання Святого Апостола Павла до юдеїв»).

## Духовне життя
З 3 листопада 1868–1870 — священик храму в селі Бережновці Царевського повіту, Астраханської губернії. Коли став вдівцем, поступив до духовної академії.
1870–1874 — навчався у Казанській духовній семінарії.
1974–1879 — законовчитель Казанської вчительської семінарії.
1879 — протоієрей.
1879—1891 — ректор Казанської духовної семінарії.
19 січня 1889 — пострижений в чернецтво.
19 лютого 1889 — архімандрит.
7 березня 1891 — єпископ Чебоксарський, вікарій Казанської єпархії.
16 квітня 1893 — єпископ Архангельський та Холмогорський.
10 лютого 1896 — єпископ Смоленський та Дорогобузький.
2 січня 1899 — єпископ Орловський та Севський.
28 березня 1902 — єпископ Катеринбурзький та Ірбитський.
26 листопада 1903 — єпископ Гродненський та Брестський.
9 грудня 1905 — архієпископ Варшавський та Привисленський.
5 квітня 1908 — архієпископ Казанський та Свіязький.

## Вчений та адміністратор
Заснував церковно-археологічні комітети у Смоленську та Гродно і церковно-історичні музеї в Орлі та Варшаві. Займався богословськими та історико-археологічними дослідженнями. Будучи протоієреєм, здійснив паломництво на Схід, після чого видав опис своїх вражень від подорожі. Автор наукових, релігійних праць, спеціаліст у царині екзегетики, опублікував багато коментарів до книжок Священного Писання.
У 1892 видав дослідження про Кизицький монастир, Казанської єпархії, заснований на широкому архівному матеріалі. Займався археографією: у 1893 опублікував грамоти Спасо-Преображенського та Кизицького монастирів, а надалі в останній рік життя — синодики Свиязького Успенського та Зилантова монастирів.
У період служіння в Орловській єпархії займався просвітницькою діяльністю, видав під своєю редакцією «Опис Орловської єпархії середніх часів». Протягом півторарічного керування Катеринбурзькою єпархією разом з одним вогулом (мансі) займався упорядкуванням вогульської абетки та російсько-вогульського словника, особисто брав участь у релігійно-моральних співбесідах.
Коли був правлячим архієреєм Казанської єпархії, виявив себе прихильником православного богослужіння мовами фіно-угорських та тюркських народів Поволжя. Обирався в члени Ради Казанського відділу Російського зібрання.

## Праці
- Изображение Мессии в Псалтири. Экзегетико-критическое исследование мессианских псалмов, с кратким очерком учения о Мессии до пророка Давида. Казань, 1879, 2-е издание — Казань, 1901.
- О святом евангелии и святых евангелистах. Казань, 1879.
- Современные остатки языческих обрядов и религиозных верований у чуваш. Казань, 1879.
- Астраханский кафедральный Успенский собор. Описание его и история. Казань, 1889.
- Общедоступное объяснение первого соборного послания Апостола Иоанна Богослова. Казань, 1889.
- Объяснение послания Святого Апостола Павла к римлянам. Казань, 1891.
- Православно-христианско-нравственное богословие. Издание 1-е, СПБ, 1891; Издание 2-е, СПБ, 1894.
- Объяснение первого послания Святого Апостола Павла к коринфянам. Казань, 1892.
- Объяснение православного богослужения. В трёх выпусках, Казань, 1893.
- Святый Афанасий Великий, архиепископ Александрийский и его избранные творения. СПБ, 1893.
- Святый Василий Великий, архиепископ Кесарии Каппадокийской, его жизнь и избранные творения. СПБ, 1894.
- Слова, речи и беседы. Орёл, 1902.
- Церковные чтения. Екатеринбург, 1902.
- Объяснение книги Деяний Святых Апостолов и Соборных Посланий. СПБ, 1903.
- Объяснение первых семи посланий Святого Апостола Павла. СПБ, 1904.
- Объяснение последних семи посланий Святого Апостола Павла. СПБ, 1905.
- Экзегетико-критическое исследование послания Святого Апостола Павла к евреям. Казань, 1904.
- Воспоминания о святых местах Востока: Константинополь, Афон, Палестина, Египет, Италия. СПБ, 1906.
- Святой царь Давид, псалмы его и псаломские пророчества о Мессии. Варшава, 1907.
- Собрание сочинений (включая списки орловских и смоленских иерархов). Казань, 1909.
- Слова, речи и беседы. Выпуск 1. Казань, 1909.
- Сборник статей (с рисунками). Казань, 1909.
- Святцы и праздники пасхального круга с изображением и песнопениями. М., 1909.
- Учение о нравственности. Казань, 1910.

## Видання
- Никанор (Каменский) О любви человека к самому себе. 1898 г. (Репринтное издание Православного Свято-Тихоновского Богословского института, 1996 г.)
- Никанор (Каменский) Толковый Апостол. Собрание толкований на Деяния и Послания Апостольские. В 2-х томах. М.: Даръ, 2008.